# Johann Rahn
Johann Heinrich Rahn (ur. 1622, zm. 1676) – szwajcarski matematyk. Uznaje się, że jako pierwszy zaczął używać symbolu ÷ na oznaczenie dzielenia. Współpracował naukowo z matematykiem Johnem Pellem.